# Platysenta pyrosticta
Platysenta pyrosticta är en fjärilsart som beskrevs av Druce 1908. Platysenta pyrosticta ingår i släktet Platysenta och familjen nattflyn. Inga underarter finns listade i Catalogue of Life.